# Isola Alor
L'isola Alor è la maggiore isola nell'arcipelago di Alor localizzata all'estremo oriente delle Piccole Isole della Sonda che corre lungo la catena di isole meridionale dell'Indonesia, che da occidente include isole come Bali, Lombok, Sumbawa, Komodo, e Flores.
Ad est dell'isola attraverso lo Stretto di Ombai si trovano le isole di Wetar e Atauro, ma la seconda non appartiene all'Indonesia, ma al piccolo Stato di Timor Est. A sud, attraverso lo Stretto di Alor, si trova la parte occidentale dell'isola di Timor. A nord si estende il Mar di Banda. Ad ovest giace l'isola Pantar e altre isole dell'arcipelago Alor, oltre al contingente maggiore delle Isole della Sonda (Bali - Giava - Sumatra).

## Geografia
Alor ha un'area di circa 2.800 km², che la rende la maggiore isola dell'arcipelago Alor.
Kalabahi è l'unica città dell'isola, con una popolazione metropolitana di circa 60.000 abitanti. La varietà dei prodotti che si possono trovare a Kalabahi è davvero sorprendente, considerata la sua dimensione e localizzazione.
Alor ha origini vulcaniche ed una superficie molto rocciosa. La regione vicino Kalabahi è l'unica area pianeggiante, ed è per questo motivo che gli olandesi posizionarono la capitale e il porto principale (Alor-Kecil) in questa parte dell'isola, nel 1911.
Nell'arcipelago di Alor si possono trovare i migliori posti in Indonesia dove fare snorkeling e tuffi, ma a causa delle correnti impegnative, e spesso molto forti, è meglio praticare questi sport con qualcuno che conosca molto bene l'area. La TransNusa Trigana Air fornisce il trasporto verso l'isola Alor da Kupang, Denpasar e Surabaya.

## Economia
L'infrastruttura dell'isola è costruita piuttosto debolmente. Gli abitanti praticano principalmente un'agricoltura di sussistenza e il governo sta cercando di cambiare tale situazione con l'aiuto delle organizzazioni internazionali. Nei villaggi si coltivano la vaniglia, il tamarindo, le mandorle e altre noci. Nelle foreste si raccoglie il legno di sandalo per il commercio.
Le ultime esplorazioni geologiche hanno scoperto preziose risorse come gesso, caolinite, petrolio, gas naturale, stagno, oro e diamanti.
Lo snorkeling e i tuffi che possono essere praticati ad Alor, sono attività molto apprezzate e promettono un futuro incremento nel turismo, sebbene l'impoverimento delle zone di pesca abbia danneggiato la barriera corallina negli ultimi anni.

## Religione
Più di 168.000 persone vivono ad Alor. Tre quarti sono protestanti, il resto sono musulmani, ma sono presenti anche alcuni villaggi cattolici, che ricadono nel territorio dell'arcidiocesi di Kupang. Rituali e tradizioni animistiche sono ancora fortemente praticate.

## Lingua

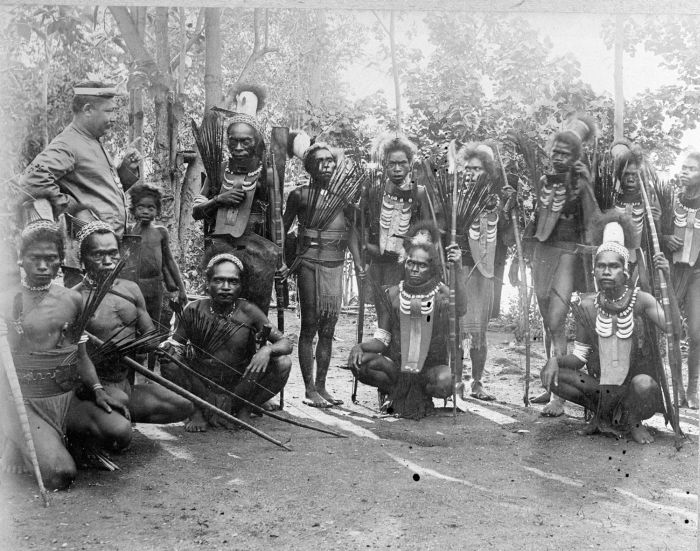
Guerrieri di Alor in una foto del 1895

Nell'isola Alor si parlano più di 15 diverse lingue native, la maggior parte delle quali classificate come Papuane o non-Austronesiane, che includono Abui, Adang, Hamap, Kabola, Kafoa, Woisika, Kelon e Kui. In aggiunta, l'Alorese (Bahasa Alor; ISO 693-3: aol) è una lingua Maleo-Polinesiana parlata lungo la costa ad ovest e a sud di Bird's Head sull'isola Alor e nelle isole circostanti.
Molte delle lingue papuane di Alor sono in via di estinzione e non vengono più apprese attivamente dai bambini; alcuni linguaggi sono parlati da meno di 1.000 persone. Significativi tentativi di documentazione linguistica sono stati recentemente intrapresi dalla Leiden University.
La lingua usata quotidianamente è l'Alor Malese, un'unica varietà di Malese con qualche somiglianza con il Kupang Malese. L'Indonesiano è insegnato nelle scuole ed è usato largamente dai media.

## Trasporti
Durante la stagione secca, Kalabahi è raggiunta cinque volte alla settimana dai voli della TransNusa Trigana Air ([ATR42] a 46 posti) e della Kasa (aereo a 18 posti), provenienti da Kupang, la capitale della provincia. Questi voli sono gestiti dalla Merpati Airlines e per la maggior parte fanno semplicemente la tratta Kupang – Kalabahi – Kupang; a metà 2003 è stato introdotto il nuovo volo Kupang – Kalabahi – Kisar - Ambon, che ritorna il giorno successivo. Anche le due navi passeggeri della Pelni, Serimau e Awu, attraversano Kalabahi ogni settimana. Il trasporto verso Alor durante la stagione delle piogge è talvolta interrotto a causa dei forti venti e delle grandi onde.